# Bodocó
Bodocó là một đô thị thuộc bang Pernambuco, Brasil. Đô thị này có diện tích 1604,9 km², dân số năm 2007 là 33255 người, mật độ 20,72 người/km².